# Giorgos Tzavelas
Giorgos Tzavelas (Grieks: Γεώργιος Τζαβέλας) (Vyronas, 26 november 1987) is een Grieks profvoetballer die doorgaans als linksback speelt. Hij verruilde in 2013 AS Monaco voor PAOK Saloniki.

## Clubcarrière
Tzavelas begon zijn loopbaan in 2006 bij PAE Kerkyra. Hierna speelde hij voor Panionios, Eintracht Frankfurt en AS Monaco. Sinds 2013 staat hij onder contract bij PAOK Saloniki.

## Interlandcarrière
Tzavelas debuteerde op 7 september 2010 in het Grieks voetbalelftal tijdens een EK-kwalificatiewedstrijd tegen Kroatië (0-0). Hij maakte deel uit van de selectie voor het EK 2012, waarin hij in twee van de vier wedstrijden in de basis stond.
1 Pavlenka ·
2 Camara ·
4 Peña ·
5 Michailidis ·
6 Lovren ·
7 Konstantelias ·
9 Tsjalov ·
11 Taison ·
14 Živković ·
15 Colley ·
16 Kędziora ·
18 Gómez ·
19 Otto ·
20 Vieirinha  ·
21 Rahman ·
22 Schwab ·
23 Sastre ·
25 Thymianis ·
27 Ozdojev ·
28 Wieteska ·
42 Kotarski ·
47 Shoretire ·
70 Samatta ·
71 Thomas ·
77 Despodov ·
80 Pelkas ·
82 Meïté ·
99 Tsiftsis ·
Coach: Lucescu
1 Karnezis ·
2 Maniatis ·
3 Tzavelas ·
4 Manolas ·
5 Moras ·
6 Tziolis ·
7 Samaras ·
8 Kone ·
9 Mitroglou ·
10 Karagounis  ·
11 Vyntra ·
12 Glikos ·
13 Kapino ·
14 Salpigidis ·
15 Torosidis ·
16 Christodoulopoulos ·
17 Gekas ·
18 Fetfatzidis ·
19 Papastathopoulos ·
20 Holebas ·
21 Katsouranis ·
22 Samaris ·
23 Tachtsidis ·
Coach: Santos